# 코드 오버스트리트
코드 오버스트리트(Chord Overstreet, 1989년 2월 17일 ~ )는 미국의 배우이다.

## 출연작

### 영화
- 《글리 : 더 3D 콘서트 무비》 (2011년)- 샘 에반스 역
- 《워리어스 하트》 (2011년)

### 드라마
- 《글리 시즌6》 (2015년)
- 《글리 시즌5》 (2013년)
- 《글리 시즌4》 (2012년)
- 《글리 시즌3》 (2011년)
- 《헤크 패밀리 시즌3》 (2011년)
- 《판타스틱 패밀리》 (2010년)
- 《글리 시즌2》 (2010년)
- 《아이칼리 시즌3》 (2009년)